# Conflito de Adão e Eva com Satanás
O Conflito de Adão e Eva com Satanás, também chamado de Segundo Livro de Adão e Eva, é um livro pseudepigrafo cristão encontrado na Etiópia em Árabe, tendo sido datado como sendo do século V ou VI.

## Edições e Traduções
Ele foi pela primeira vez traduzido a partir da versão original por August Dillmann, e publicado como "Das christliche Adambuch" (1853). O  livro foi traduzido para o inglês por S. C. Malan, a partir de uma versão em alemão por Ernest Trumpp, como O Livro de Adão e Eva, também chamado de O Conflito de Adão e Eva com Satanás. Cerca de metade da tradução de Malan é incluída como o "Primeiro Livro de Adão e Eva" e "O Segundo Livro de Adão e Eva" em Os livros esquecidos da Bíblia e os Livros esquecidos do Éden.

## Conteúdo
Os Livros I e II começam imediatamente após a expulsão do Jardim do Éden e terminam com o testamento e descendência de Enoque. Grande ênfase é colocada sobre a tristeza e impotência de Adão no mundo fora do jardim.
No Livro II, os "filhos de Deus" (Nephilin), que aparecem em Gênesis 6:2 são identificados como os filhos de Seth e as "Filhas do homem" como mulheres descendentes de Caim, que seduzem com sucesso a maioria dos descendentes Seth a descerem de sua montanha e se juntarem aos descendentes de Caim no vale abaixo, sob o impulso de Genum, filho de Lameque. Este Genum, inventor dos instrumentos musicais, aparentemente corresponde ao Jubal bíblico e é também o inventor das armas de guerra. Os descendentes de Caim, o primeiro assassino, são descritos como demasiadamente malignos, aptos a cometer assassinatos e incestos. Após seduzirem os descendentes de Seth, seus filhos se tornaram Nephilin, os "valentes homens da Antiguidade" do Gênesis 6 que foram destruídos no Dilúvio, como narrado também em outros textos (I Enoque e Livro dos Jubileus).
Os Livros III e IV continuam contando as vidas de Noé, Sem, Melquisedeque e outros até a destruição de Jerusalém por Tito em 70 dC. O texto apresenta também uma genealogia de Adão até Jesus, como nos Evangelhos, só que incluindo também os nomes das esposas de cada um dos antepassados de Jesus, o que é extremamente raro.
Outros livros pseudepigrafos sobre Adão e Eva são: O Primeiro Livro de Adão e Eva, Apocalipse de Adão e o Testamento de Adão.

## Origem textual
A Caverna dos Tesouros  é uma obra siríaca contendo muitas das mesmas lendas;  na verdade, como observa Malan, todo um corpo de histórias que se expandem sobre o Antigo Testamento é encontrado no Talmud, no Alcorão e em outros textos antigos tardios.